# Francis Whately
Francis Whately je britský televizní režisér a producent. V roce 2013 natočil dokumentární film o hudebníkovi Davidu Bowiem nazvaný Five Years. Mezi jeho další filmy patří například The Duke at 90 (2011) a Hillary Clinton: The Power of Women (2015). Převažuje však jeho televizní tvorba. Režíroval například epizodu „Once Upon a Time“ seriálu Jak umění utvářelo svět (2005) nebo „White Light, White Heat: Art Rock“ seriálu Sedm epoch rocku (2007). Dlouhodobě spolupracuje s BBC.